# Aalen
Aalen város Németország déli részén, Baden-Württemberg szövetségi államban.

## Fekvése
A Kocher folyó partján, a Sváb-Alb északi lábánál, Ulmtól 48 km-re északra található.

## Története
A rómaiak korában már település és erőd állt itt. Alapítólevelét III, Frigyestől 1240-ben kapta. 1360-tól 1803-ig szabad birodalmi város volt, akkor csatolták Württemberghez.
1385-ben civitas város lett. 1575-ben a reformáció Jakob Andrea révén előretört a városban. 1632-ig folyamatosan tértek át a református hitre a katolikusok. 1634-ben súlyos tűzvész pusztította el a várost. Jelenleg Kelet-Württemberg gazdasági központja, fém- textil- papír- és optikai ipara jelentős.

## Látnivalók
- Régi városháza (1636)
- Favázas kézművesházak a belvárosban
- Evangélikus templom (1765)
- A római romokon Limes-múzeum

## Népesség
| Év                  | Lakosság (fő) |
| ------------------- | ------------- |
| 1634                | 2000          |
| 1803                | 1932          |
| 1823                | 2486          |
| 1843. december 3. ¹ | 3319          |
| 1855. december 3. ¹ | 3720          |
| 1861. december 3. ¹ | 4272          |
| 1871. december 1. ¹ | 5552          |
| 1880. december 1. ¹ | 6659          |
| 1890. december 1. ¹ | 7155          |
| 1900. december 1. ¹ | 9058          |
| 1905. december 1. ¹ | 10 442        |

| Év                     | Lakosság (fő) |
| ---------------------- | ------------- |
| 1910. december 1. ¹    | 11 347        |
| 1916. december 1. ¹    | 10 655        |
| 1917. december 5. ¹    | 10 551        |
| 1919. október 8. ¹     | 11 978        |
| 1925. június 16. ¹     | 12 171        |
| 1933. június 16. ¹     | 12 703        |
| 1939. május 17. ¹      | 15 890        |
| 1945. december 31.     | 19 552        |
| 1946. október 29. ¹    | 21 941        |
| 1950. szeptember 13. ¹ | 25 375        |
| 1956. szeptember 25. ¹ | 29 360        |

| Év                   | Lakosság (fő) |
| -------------------- | ------------- |
| 1961. június 6. ¹    | 31 814        |
| 1965. december 31.   | 34 373        |
| 1970. május 27. ¹    | 37 366        |
| 1975. december 31.   | 64 735        |
| 1980. december 31.   | 63 030        |
| 1985. december 31.   | 63 195        |
| 1987. december 31. ¹ | 62 633        |
| 1990. december 31.   | 64 781        |
| 1995. december 31.   | 66 234        |
| 2000. december 31.   | 66 373        |
| 2005. december 31.   | 67 066        |

¹ Népszámlálás

## Média
A városban minden nap megjelenik a „Schwäbische Post“ című újság és az „Aalener Nachrichten“ című újság.

## Gazdaság
Fémipar, gépipar, textilipar, optikai ipar.

## Testvérvárosa
- Magyarország Tatabánya, 1987
- Franciaország Saint-Lô 1978
- Egyesült Királyság Christchurch 1981
- Törökország Antiochia 1995